# Delphacodes brevipennis
Delphacodes brevipennis är en insektsart som först beskrevs av Karl Henrik Boheman 1847.  Delphacodes brevipennis ingår i släktet Delphacodes och familjen sporrstritar. Utöver nominatformen finns också underarten D. b. sordidella.